# عزلة ربع العبس (صنعاء)

تعديل مصدري - تعديل

عزلة ربع العبس هي إحدى عزل مديرية بلاد الروس في محافظة صنعاء اليمنية ويبلغ تعداد سكانها 10229 نسمة حسب التعداد السكاني في اليمن لعام 2004.

## روابط خارجية
- الجهاز المركزي للإحصاء بالجمهورية اليمنية
- المركز الوطني للمعلومات باليمن
- World Gazetteer:Yemen
- الدليل الشامل